# Conicera
Conicera är ett släkte av tvåvingar. Conicera ingår i familjen puckelflugor.

## Dottertaxa tillConicera, i alfabetisk ordning[1][2]
- Conicera accola
- Conicera aldrichii
- Conicera barberi
- Conicera brunella
- Conicera cisalpina
- Conicera crassicosta
- Conicera dauci
- Conicera flavipalpus
- Conicera floricola
- Conicera formosensis
- Conicera gracilis
- Conicera hawaiiensis
- Conicera kempi
- Conicera longicilia
- Conicera longilobusa
- Conicera malae
- Conicera megalodus
- Conicera microfoveae
- Conicera minuscula
- Conicera neotropica
- Conicera orientalis
- Conicera pacifica
- Conicera pauxilla
- Conicera philippinensis
- Conicera procericornis
- Conicera quadrata
- Conicera rectangularis
- Conicera reniformis
- Conicera schnittmanni
- Conicera sensilipes
- Conicera seticerca
- Conicera similis
- Conicera sobria
- Conicera spinifera
- Conicera sulawesae
- Conicera tarsalis
- Conicera thailandiae
- Conicera tibialis
- Conicera torautensis
- Conicera ulrichi